# Селець-Кольонія
Селець-Кольонія (пол. Sielec-Kolonia) — село в Польщі, у гміні Скальбмеж Казімерського повіту Свентокшиського воєводства.
Населення — 284 особи (2011).
У 1975-1998 роках село належало до Келецького воєводства.

## Демографія
Демографічна структура на день 31 березня 2011 року:
|          | Загалом | Допрацездатний вік | Працездатний вік | Постпрацездатний вік |
| -------- | ------- | ------------------ | ---------------- | -------------------- |
| Чоловіки | 150     | 35                 | 99               | 16                   |
| Жінки    | 134     | 16                 | 81               | 37                   |
| Разом    | 284     | 51                 | 180              | 53                   |